# Lucanati
I Lucanati, o Lucani (talvolta detti Lucani del Sangro o Lucani settentrionali per distinguerli dall'omonima popolazione della Lucania), erano un'antica tribù osco-umbra stanziata in epoca preromana in una ristretta area montana dell'Appennino abruzzese, tra i fiumi Sangro e Sinello, ad esclusione della fascia costiera occupata invece dai Frentani. Il centro principale dei Lucani o Lucanati era, con molta probabilità, Pallanum, situata con ogni verosimiglianza sull'attuale monte Pallano.

## Storia
I Lucanati non sono nominati da alcuno scrittore di epoca romana, ma la loro esistenza è chiaramente documentata da un'epigrafe del IV-III secolo a.C., dalla quale si evince che gli antichi abitanti di Pallanum si autodefinissero "Lucani" o "Lucanati": si trattava dunque di un etnonimo a tutti gli effetti; da esso ha inoltre tratto origine il coronimo Lucana (o impropriamente Lucania) attestato pressappoco nella stessa area in vari documenti medievali. Sembrerebbe che in origine i Lucanati o Lucani fossero del tutto indipendenti, pur occupando una fetta di territorio già appartenuta alla tribù sannitica dei Carricini (con i quali confinavano direttamente), mentre è da escludere ogni collegamento con i Lucani propriamente detti stanziati molto più a sud, nel lontano Appennino lucano.